# Ernst von Unge
Ernst Casper von Unge, född den 14 september 1844 i Säby socken, Västmanlands län, död den 15 oktober 1910 i Åmål, var en svensk jurist. 
von Unge blev student vid Uppsala universitet 1865 och avlade examen till rättegångsverken där 1870. Han blev vice häradshövding 1874 och häradshövding i Tössbo och Vedbo domsaga 1887. von Unge blev riddare av Nordstjärneorden 1897.